# Nachal Nešer
Nachal Nešer (hebrejsky: נחל נשר, doslova Orlí vádí, arabsky: Vádí al-Tabal) je vádí v pohoří Karmel v Izraeli.
Začíná v nadmořské výšce cca 500 metrů na hlavním hřebenu pohoří Karmel, na severním okraji města Isfija, kde se spojují tři prameny poblíž lokality Ejn Nešer. Směřuje pak k severozápadu prudce klesajícím zalesněným údolím, které se pak stáčí k severovýchodu, zleva přijímá vádí Nachal Katija a prochází městem Nešer, jež je součástí aglomerace města Haifa. Pak vstupuje do rovinatého Zebulunského údolí, v němž ústí do řeky Kišon. Horní tok vádí je zahrnut do Národního parku Karmel. V místech, kde vádí prudce sestupuje ze svahů Karmelu se v korytě nacházejí četné kaskády a stupně o výšce až 2 metry, které v zimním dešťovém období vytvářejí vodopády. Největší vodopád dosahuje výšky 7 metrů. Svahy pokrývají lesní porosty tvořené zejména duby a olivovníky. Údolí zde překonává betonovým mostem lokální silnice číslo 7112 z Nešeru do horních částí Haify. V minulosti tudy vedla spojnice k cementárně, která fungovala ve svazích Karmelu. Přímo v korytu vádí se do roku 2009 nacházel lom, uzavřený na žádost vedení města Nešer.

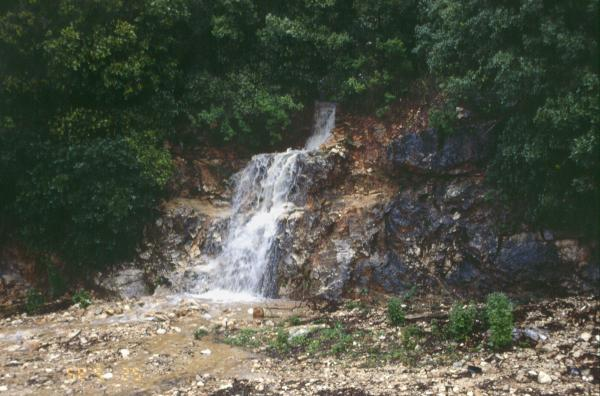
Vodopád na Nachal Nešer

Koncem první světové války využili Britové při dobývání tehdejší turecké Palestiny toto vádí při přesunu v okolí Haify, kterou nakonec v září 1918 dobyli. S nalezením trasy jim pomáhal místní drúzský obyvatel. Dnes je údolí Nachal Nešer zčásti turisticky využíváno.